# Remington 870

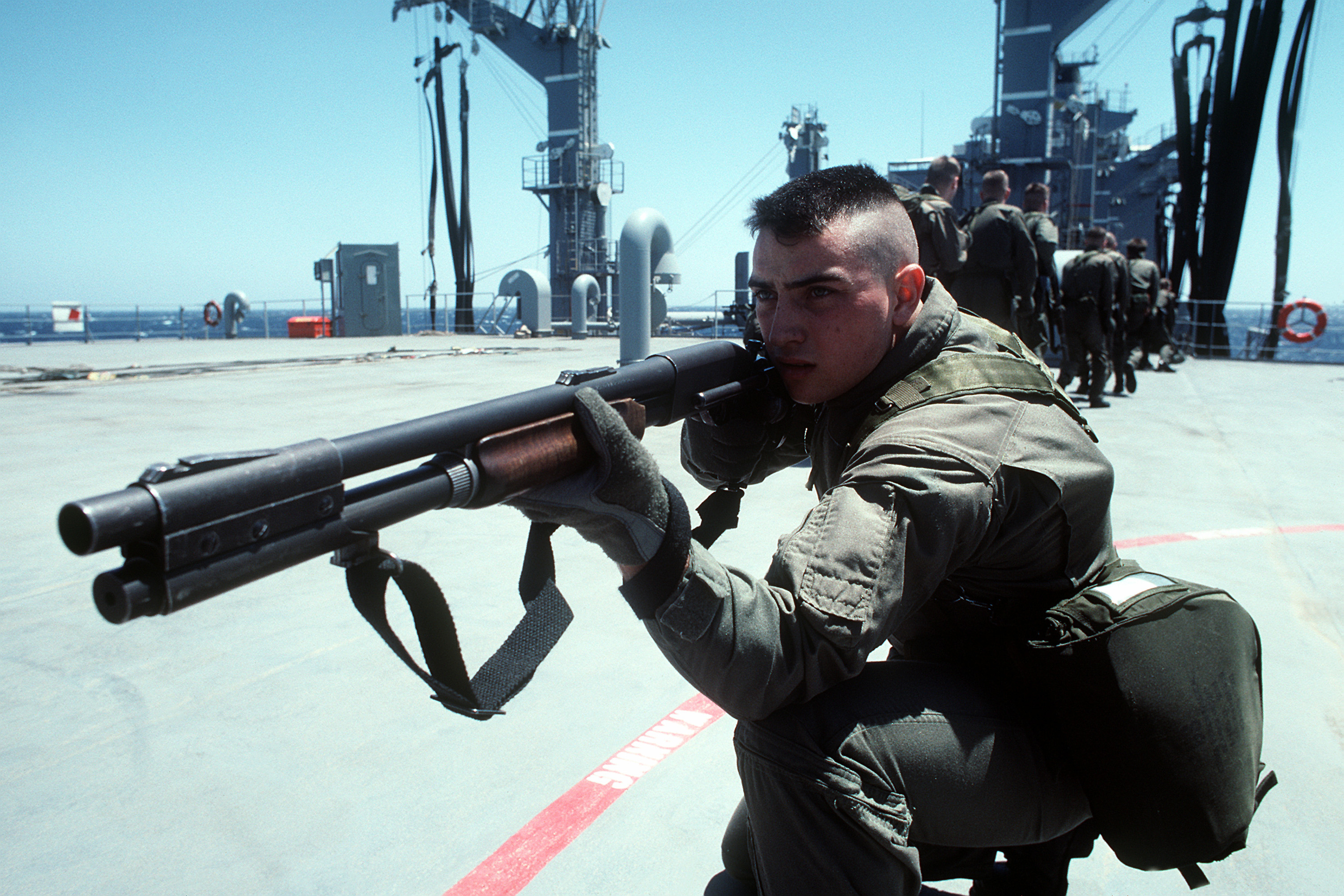
Amerikai tengerészgyalogos Remington 870-es fegyverével

A Remington Model 870 egy amerikai előágyszán-ismétlő sörétes puska. A fegyvert széles körben alkalmazzák céllövészetre, vadászatra és önvédelemre. Ugyancsak kedvelt a USA rendfenntartó szervei körében is.

## Szerkezeti kialakítása
A Remington 870 csőtáras sörétes puska, a töltés a puska alján történik egyesével, a töltést és az üres hüvely kivetését a lövész az előágyszán működtetésével végzi, a puska belső ütőszeges. A fegyver elsütő és töltő szerkezete megegyezik a gyár Remington 7600 modelljével, a 20-as kaliberű szerelékek is csereszabatosak. A 870 néhány része a félautomata Remington 1100 és 11-87 modellel is felcserélhető. A Remington 870 legfőbb vetélytársa a Mossberg 500.

## Változatok
A Remington 870 sörétes puskának számos változata létezik. Az eredeti tizenöt változaton kívül a Remington jelenleg egy tucat változatot kínál polgári személyek, a rendfenntartó erők és a hadsereg számára. A 870 fajtáit öt nagyobb csoportba sorolhatjuk:
- Wingmaster– polírozott fém külsővel és fényezett fa berakással.
- Express – olcsó változat, selyem-fa vagy műanyag berakással.
- Marine – nikkelezett cső és műanyag berakás.
- Police – csillogó fém külső, selyem-fa vagy műanyag berakással.
- Tactical – nagyszámú változat és fajta katonai és rendőrségi beszerzésre.

## Külső hivatkozások
(angol nyelven)
- Remington page for 870
- Remington page for 870 Tactical